# Natalie Van Coevorden
Natalie Van Coevorden (* 22. Dezember 1992) ist eine australische Triathletin und Olympionikin (2024).

## Werdegang
Natalie Van Coevorden wuchs in Campbelltown auf.
2013 wurde sie australische Vize-Meisterin auf der Triathlon-Kurzdistanz. Sie wird trainiert von Jamie Turner.
Im Februar 2018 wurde sie ozeanische Vize-Meisterin auf der Triathlon-Sprintdistanz und im August ozeanische Meisterin auf der Kurzdistanz. Bei der Weltmeisterschaftsrennserie 2018 belegte Natalie Van Coevorden nach dem letzten Rennen im September in der Jahreswertung als zweitbeste Australierin den elften Rang (hinter Ashleigh Gentle, Rang 6).
Im März 2025 gewann die 32-Jährige mit dem Ironman 70.3 Geelong ihr erstes Ironman-70.3-Rennen.

## Sportliche Erfolge
| Datum/Jahr    | Rang | Wettbewerb                                          | Austragungsort | Zeit     | Bemerkung                                                                                  |
| ------------- | ---- | --------------------------------------------------- | -------------- | -------- | ------------------------------------------------------------------------------------------ |
| 6. Juli 2025  | 3    | Ironman 70.3 Jönköping                              | Jönköping      | 04:06:44 | Europameisterschaft                                                                        |
| 25. Mai 2025  | 5    | Ironman 70.3 Kraichgau                              | Kraichgau      | 04:24:56 |                                                                                            |
| 4. Mai 2025   | 1    | Ironman 70.3 Port Macquarie                         | Port Macquarie | 03:45:56 |                                                                                            |
| 23. März 2025 | 1    | Ironman 70.3 Geelong                                | Geelong        | 04:05:50 |                                                                                            |
| 5. Aug. 2024  | 12   | Olympische Sommerspiele 2024, Mixed Relay           | Paris          | 01:28:50 | in der gemischten Staffel mit Luke Willian, Matthew Hauser und Sophie Linn                 |
| 31. Juli 2024 | 42   | Olympische Sommerspiele 2024                        | Paris          | 02:03:01 |                                                                                            |
| 4. Nov. 2018  | 2    | Noosa Triathlon                                     | Noosa          | 02:01:38 | Zweite hinter Ashleigh Gentle                                                              |
| 5. Aug. 2018  | 1    | London Triathlon                                    | London         |          |                                                                                            |
| 15. Juli 2018 | 2    | ITU Sprint Triathlon World Championship Mixed Relay | Hamburg        | 00:21:03 | Vize-Weltmeister im Team – zusammen mit Jacob Birtwhistle, Aaron Royle und Ashleigh Gentle |
| 5. Aug. 2018  | 1    | OTU Triathlon Oceania Championships                 | St. Kilda      | 01:59:43 | Ozeanien-Meisterin                                                                         |
| 2. März 2018  | 3    | ITU World Championship Series 2018                  | Abu Dhabi      | 01:01:00 | erstes Rennen der Saison; Sprintdistanz                                                    |
| 17. Feb. 2018 | 2    | OTU Sprint Triathlon Oceania Championships          | Devonport      | 01:02:29 | Ozeanien-Vize-Meisterin                                                                    |
| 5. Nov. 2017  | 3    | Noosa Triathlon                                     | Noosa          |          |                                                                                            |
| 30. Okt. 2016 | 2    | Noosa Triathlon                                     | Noosa          |          | Zweite hinter Ashleigh Gentle                                                              |
| 1. März 2014  | 1    | OTU Triathlon Oceania Championship U23              | Devonport      |          | Ozeanien-Meisterin U23                                                                     |
| 1. März 2014  | 2    | AUS Triathlon National Championships                | Devonport      | 02:08:37 | Zweite hinter Gillian Backhouse                                                            |
| 16. März 2013 | 2    | AUS Triathlon National Championships                | Mooloolaba     | 02:08:03 | Zweite hinter Emma Moffatt                                                                 |

(DNF – Did Not Finish)